# Modelo de cor CcMmYK

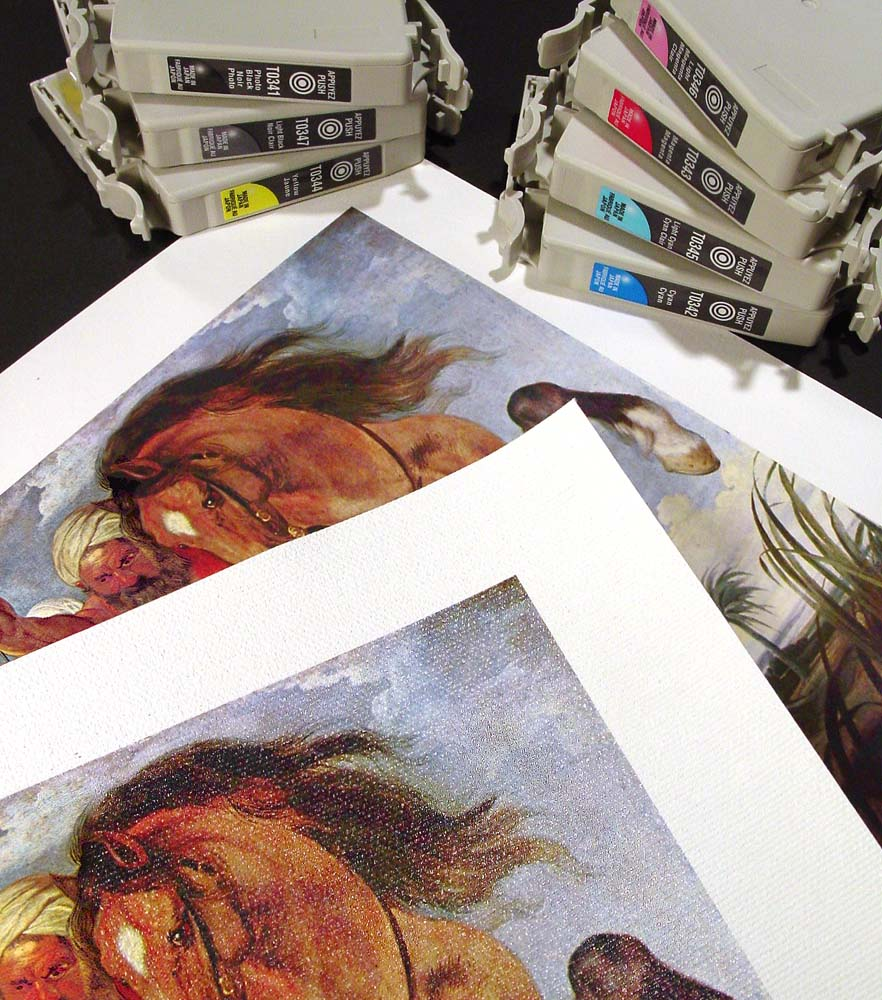
Uma imagem impressa com um conjunto de tintas CcMmYKk, em papel e lona. Os cartuchos de tinta usados também são mostrados.

O CcMmYK, às vezes chamado de CMYKLcLm ou CMYKcm, é um processo de impressão de seis cores usado em algumas impressoras a jato de tinta otimizadas para impressão de fotos. Ele complementa o processo CMYK de quatro cores mais comum, o que significa ciano, magenta, amarelo e preto, adicionando ciano claro e magenta claro. Individualmente, ciano claro é geralmente abreviado como Lc ou c, e o magenta claro é representado como Lm ou m.

## Vantagens do CcMmYK sobre CMYK
O resultado mais notável do uso de tintas de ciano claro e magenta claro é a remoção de uma aparência distinta e severa de pontos de meio-tom que aparece nas impressões que usam tons claros de ciano ou magenta na configuração de tinta CMYK pura. Normalmente, ao imprimir uma cor escura, a impressora saturará a área com pontos de tinta colorida, mas usará menos pontos de tinta para criar o efeito de uma cor clara. O resultado é difícil de perceber com o amarelo porque o amarelo é percebido como uma cor muito clara. No entanto, os pontos individuais de tinta ciano e magenta se destacarão em um padrão esparso devido à sua cor mais escura contra um fundo branco; o resultado é indesejável quando é notado.
Usando ciano claro ou magenta, a impressora pode saturar áreas que usariam tipicamente o meio-tom com essas tintas para remover a aparência de pontos ciano e magenta esparsos. A desvantagem é que a impressora precisa de aproximadamente o dobro de tinta ciano e magenta claro nas áreas para obter a mesma saturação que o ciano e magenta puro, o que pode levar ao uso excessivo de tinta. O resultado final, no entanto, é significativamente melhor para algumas fotos.
As cores CcMmYK reduzem a granulação na região dos tons médios. Essa granulação reduzida geralmente melhora a aparência fotográfica dos céus azuis e alguns tons de pele.